# 코야마다 신
코야마다 신(일본어: 小山田真, 1982년 3월 10일 ~ )은 일본의 헐리우드 배우이다.

## 출연 작품
- 굿 소일 (2007)
- 웬디 우 홈커밍 워리어 (2006)
- 콘스텔레이션 (2005)
- 라스트 사무라이 (2003)